# 岡山県立総社南高等学校
岡山県立総社南高等学校（おかやまけんりつそうじゃみなみこうとうがっこう）は、岡山県総社市にある公立高校。通称は、じゃみ、南高（みなみこう）。

## 設置学科
全日制課程 普通科（2年次から以下の4類型に分かれる）
- 人文系 - 思考力と文章力を身に付けて的確に表現できる力を育成。
- 理数系 - 科学的なものの見方や考え方に基づいて表現できる力を育成。
- 国際系 - グローバルな視点で事象を捉えて自己表現できる力を育成。
- 美術工芸系 - 絵画、デザイン、彫塑の3つの専攻で構成。形的な視点で対象を捉えて創造的に自己表現できる力を育成。

## 学校行事

### 南翔祭
毎年、9月に3日間通して開催され、2日間の文化の部と最終日に体育の部が行われる。

## 部活動
- ダンス部が2004年（平成16年）より、全国大会に出場しており、2008年（平成20年）3月にはアメリカ・カリフォルニア州で行われた国際ダンス大会、ミスダンスドリルチームインターナショナル・ヒップホップ部門〔ラージ編成〕で優勝を納め、同年7月29日に東京で行われた同大会の全国大会にて、ヒップホップ部門〔スモール編成〕においても優勝を果たした。

## 沿革
- 1984年（昭和59年）6月 - 学校建設位置を総社市三輪地区として内定
- 1985年（昭和60年）1月 - 新しいタイプの高等学校として 設置学科等については普通科に 　人文系・理数系・情報系・国際系・美術工芸系の５類型を設けた「普通科総合選択型」の高等学校とし，学校規模は完成年度1学年10学級とすることに決定
- 1985年（昭和60年）8月 - 校名を岡山県立総社南高等学校と内定
- 1985年（昭和60年）8月 - 国際系・美術工芸系の人学者選抜方法に推薦人学，及び国際系・美術工芸系において 海外帰国生徒の特別な人学者選抜を実施することを決定
- 1985年（昭和60年）9月 - 通学区域は全県とすることを決定
- 1986年（昭和61年）1月 - 岡山県立高等学校設置条例の一部改正（60年12月24日岡山県条例第33号）の施行により岡山県立総社南高等学校を設置
- 1986年（昭和61年）4月 - 校舎完成
- 1986年（昭和61年）4月 - 第１回入学式を挙行
- 1986年（昭和61年）5月 - 開校記念式を挙行
- 1988年（昭和63年）1月 - 自転車置場増設
- 1988年（昭和63年）2月 - 武道場完成
- 1989年（平成元年）3月 - 第１回卒業式を挙行
- 1991年（平成3年）4月 - 南オーストラリア州マウントガンビア市のグラントハイスクールとの姉妹校縁組同意書に調印
- 1994年（平成6年）7月 - 南オーストラリア州アデレード市のマリヤッタビルハイスクールとの姉妹校縁組同意書に調印
- 1995年（平成7年）10月 - 創立10周年記念式典を挙行
- 1995年（平成7年）11月 - 弓道場完成
- 1997年（平成9年）1月 - モンゴルウランバートル市のウランバートル市立第11学校との姉妹校縁組同意書に調印
- 2005年（平成17年）2月 - 従前の美術工芸系・国際系の推薦選抜にかえて、美術工芸系・普通科において自己推薦による選抜実施
- 2005年（平成17年）11月 - 創立20周年記念式典を挙行
- 2010年（平成22年）4月 - 平成22年度入学者から人文系・理数系・国際系・美術工芸系の４類型となる
- 2014年（平成26年）4月 - 従前の美術工芸系・普通科の自己推薦による選抜にかえて国際系・美術工芸系において特別入学者選抜実施
- 2015年（平成27年）4月 - 体育館前芝生広場の整備
- 2015年（平成27年）10月 - 創立30周年記念式典を挙行
- 2015年（平成28年）10月 - ICT機器の整備

## アクセス
- 倉敷駅から	JR伯備線で約11分
- 岡山駅から	JR伯備線で約28分　JR吉備線（桃太郎線）で約38分
- 総社駅から	徒歩で約20分　自転車で約15分
- 清音駅から	自転車で約20分

## 著名な出身者
- 秋山寛貴 - お笑いトリオ「ハナコ 」のツッコミ担当、ワタナベエンターテインメント所属
- 石原祐美子 - お笑いコンビ「チキチキジョニー」のボケ担当、松竹芸能所属